# Boßlertunnel
Der Boßlertunnel ist ein Eisenbahntunnel der Schnellfahrstrecke Wendlingen–Ulm. Mit einer Länge von 8808 m (Streckenkilometer 45,367 bis 54,175) ist der aus zwei jeweils eingleisigen Röhren bestehende Tunnel der längste Tunnel der Strecke sowie der fünftlängste Eisenbahntunnel Deutschlands (nach dem Landrückentunnel, dem Mündener Tunnel, dem Fildertunnel und dem Katzenbergtunnel).
Der Durchschlag der zweiten Röhre erfolgte am 8. Juni 2018.

## Verlauf

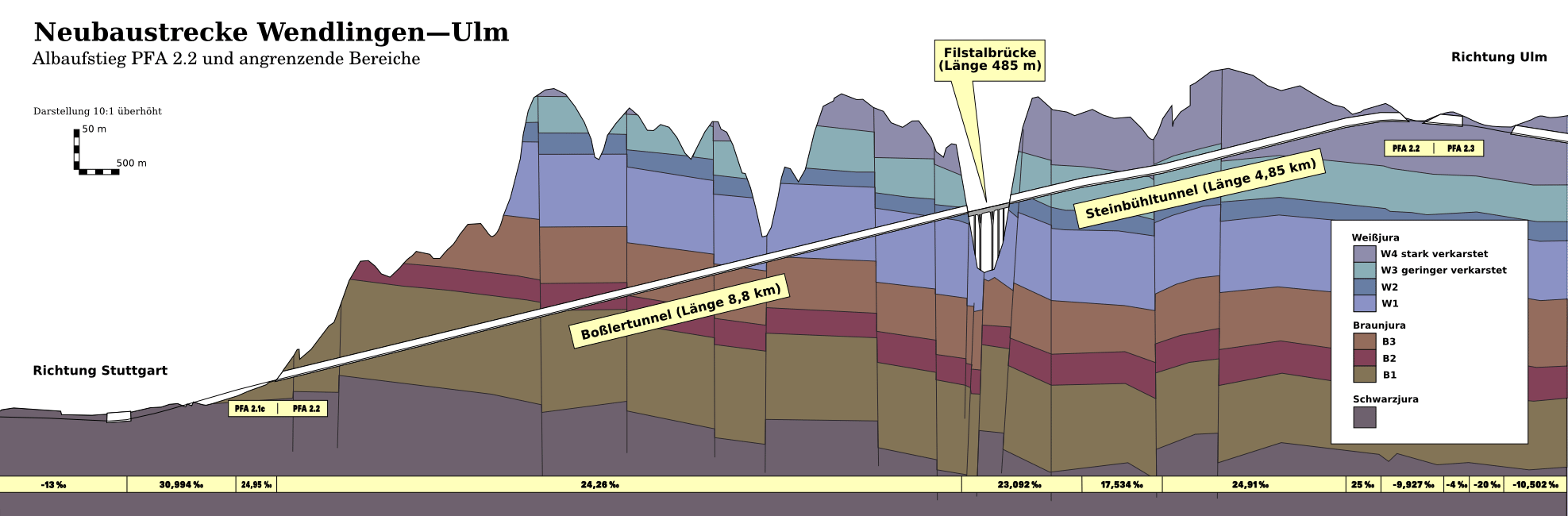
Längsschnitt des Boßlertunnels, als Teil des Albaufstiegs der Neubaustrecke Wendlingen–Ulm

Der Tunnel verläuft weitgehend gerade in südöstlicher Richtung.
Das an der Grenze des Planfeststellungsabschnitts liegende Nordwestportal (Portal Aichelberg, Baukilometer 39,720) wurde nordöstlich von Weilheim an der Teck errichtet. Die anschließende Trasse verläuft in südöstlicher Richtung und unterquert dabei zunächst den Roten Wasen und anschließend den Boßler.
Das Südostportal (Portal Buch im Filstal, km 48,076) entstand zwischen den Gemeinden Mühlhausen im Täle und Wiesensteig. An das Südostportal schließt sich die rund 485 m lange Filstalbrücke über die Bundesautobahn 8 an. Dem Nordwestportal folgt ein tunnelfreier Abschnitt in westlicher Richtung parallel zur A 8.
Das Bauwerk überwindet eine Höhe von etwa 213 m. Die Gradiente steigt zum Südostportal mit rund 25 ‰ an. Die Überdeckung liegt bei bis zu 280 m.
Die zulässige Maximalgeschwindigkeit im Tunnel beträgt 250 km/h. Mit einer optimierten Trassierung mit Vergrößerung eines ein Kilometer langen Bogens im Bereich des Westportals wären durchgängig 300 km/h möglich gewesen.
Vor dem Westportal liegt ein Rettungsplatz von 1500 m² Grundfläche. Vor dem Ostportal wurde aufgrund der direkt anschließenden Brücke kein Rettungsplatz angeordnet.

### Geologie
Der Tunnel unterquert auf einer Länge von rund sechs Kilometern die Schichten des Braunjuras. Nachdem Voruntersuchungen in Teilabschnitten sehr geringe Festigkeiten ergeben hatten, wurde in Verbindung mit der Überlagerung von bis zu 280 m mit druckhaftem Gebirge gerechnet. In Schichten des Weißjuras wurden darüber hinaus bereichsweise Verkarstungen erwartet. Der Braunjura besteht aus Ton- und Tonmergelsteinen, in denen Sandsteinbänke eingelagert sind. Von unten nach oben werden Braunjura α, β (druckhaft) und γ-ξ durchörtert. Darauf folgen Weißjura α, β und γ. Im Bereich des Braunjuras wurden Wasserdrücke bis zu 4 bar erwartet, im Bereich des Weißjuras von bis zu 10 bar.

## Geschichte

### Variantendiskussion
Für den Albaufstieg (Planfeststellungsabschnitt 2.2) wurden zunächst 25 verschiedene Varianten untersucht.
Ein früher Trassenentwurf sah Mitte 1991 den Beginn des Tunnels bereits bei Weilheim an der Teck vor. Für diesen Teil des Albaufstiegs war dabei eine Länge von etwa 9 km vorgesehen. Nach dem Planungsstand von 1993 war in diesem Bereich ein 8,8 km langer Tunnel vorgesehen.
Der Planungsstand von 1995 sah einen Tunnel von 8710 m Länge vor.
Für den Albaufstieg der Neubaustrecke wurden im Korridor zwischen Aichelberg und Widderstall zahlreiche Trassenvarianten geprüft. Neben Varianten in Bündelung mit der Autobahn und einer direkten (geraden) Trasse verliefen verschiedene Varianten in einem von den Gemarkungen Neidlingen, Wiesensteig und Westerheim aufgespannten Raum.
Neben der später planfestgestellten Trasse wurde dabei hauptsächlich die sogenannte Filstal- und die Hasentalvariante geprüft. Beide Varianten wurden insbesondere aufgrund von ökologischen Bedenken verworfen; die beiden untersuchten Täler waren während der Untersuchungen in die Vorschlagsliste nach der FFH-Richtlinie aufgenommen worden. Auch größere Eingriffe in den Wasserhaushalt, höhere Schallbelastungen sowie ein wesentlich längerer Vortrieb durch Karstaquifer führten zum Ausschluss dieser beiden Varianten. Nicht zuletzt waren erwartete Mehrkosten zwischen 7 und 395 Millionen D-Mark ausschlaggebend dafür, die Alternativvarianten zu verwerfen.
Aus dem Raumordnungsbeschluss ging die Forderung hervor, im Bereich des Albaufstiegs alternative Trassenvarianten zu prüfen. Es wurden acht verschiedene Trassen näher untersucht. 1999 wurde eine hydrologische Bewertung dieser Varianten vorgelegt. Nach einem Planungsstopp im Jahr 2000 wurde 2006 eine neue Variantenuntersuchung durchgeführt, in deren Rahmen auch Trassen in Verkehrswegebündelung geprüft wurden.

### Planung
Ende 2001 war im Bereich des Albaufstiegs ein 30 bis 40 Millionen DM teures Erkundungsprogramm geplant.
2004 und 2007 war das Bauwerk mit einer Länge von 8710 m geplant. Nach dem Planungsstand von 2007 war die vorgezogene Errichtung eines im Tunnelquerschnitt liegenden Erkundungsstollens vorgesehen. Aufgrund der geologischen Verhältnisse soll (Stand: 2007) ein Erkundungsstollen im Querschnitt des späteren Tunnels vorauseilend errichtet werden.
Mitte August 2009 wurde das Anhörungsverfahren für den 14,5 km langen Planfeststellungsabschnitt Albaufstieg, zu dem der Tunnel gehört, durch das Regierungspräsidium Stuttgart abgeschlossen und zur endgültigen Genehmigung dem Eisenbahn-Bundesamt übergeben. Im Rahmen des Verfahrens wurden 82 Träger öffentlicher Belange gehört und 1150 private Einwendungen behandelt. Die wesentliche Änderung im Zuge des Verfahrens war eine veränderte Baustellenlogistik.
Der Baubeginn war Mitte 2009 für das Jahr 2010 geplant.
Im Rahmen der am 13. Juli 2018 beantragten 9. Planänderung im Planfeststellungsabschnitt 2.2 sollte das Löschwassersystem von der bislang geplanten trockenen Löschwasserleitung auf eine drucklos teilbefülle Leitung umgestellt werden. Dazu sollte unterhalb des Rettungsplatzes Aichelberg eine Pumpenzentrale mit Löschwasserbehälter entstehen, der bislang dort vorgesehene Löschwasserbehälter sollte vergrößert werden.

### Vergabe
Am 8. November 2011 wurde der Tunnelrohbau des Boßler- und des Steinbühltunnels europaweit ausgeschrieben. Die Anträge auf Teilnahme am Bieterwettbewerb für den 75-monatigen Bauvertrag mussten bis zum 11. Januar 2012 vorgelegt werden; darauf aufbauend sollte ein Verhandlungsverfahren stattfinden. Der Bau des Boßlertunnels wurde dabei in zwei Lose von rund 3670 und rund 5100 m Länge unterteilt; der Steinbühltunnel bildet ein drittes, eigenständiges Los. Darüber hinaus sollten im Zuge des Auftrags unter anderem rund 1,32 Millionen Kubikmeter Ausbruchsmassen verwertet bzw. entsorgt und vier Behelfs-Anschlussstellen an der Bundesautobahn 8 errichtet werden.
Die Kalkulationsunterlagen wurden im Februar 2012 an Bieter verschickt.
Der Auftrag wurde im Oktober 2012 zusammen mit jenem für den Steinbühltunnel vergeben. Die Kosten liegen für beide Tunnel bei 635 Millionen Euro netto und damit nach Angaben der Bahn deutlich unter den geplanten Kosten. Ursprünglich wurde mit der Vergabe erst Ende 2012 gerechnet (Stand: Dezember 2011). Die Vergabe wurde Ende November 2012 offiziell bekanntgemacht.
Die Gesamtkosten für beide Tunnel des Albaufstiegs wurden Ende Oktober 2013 mit etwa 1,05 Milliarden Euro angegeben. Für den gesamten Planfeststellungsabschnitt 2.4 sind, zum Preisstand von 2010, 1.074,3 Millionen Euro veranschlagt.
Bei Abschluss der Finanzierungsvereinbarung der Neubaustrecke im April 2009 wurde für den Boßlertunnel mit Rohbaukosten von rund 19,5 Millionen Euro je Kilometer und Röhre gerechnet. Bei der Beantragung der finanziellen Baufreigabe im Jahr 2010 lagen die geplanten Kosten bei 32,0 Millionen Euro je Kilometer und Röhre.

### Ursprünglich geplante Bauausführung
Anfang 2012 war geplant, nach der Baugrunderkundung den Vortrieb Mitte 2013 zu beginnen.
Aufgrund des druckhaften Gebirges kam laut Planfeststellungsbeschluss ein Maschinenvortrieb nicht in Frage. Die beiden Röhren sollten zunächst nur in Spritzbetonbauweise errichtet werden. Zur Verkürzung der Bauzeit waren die beiden Zwischenangriffe Umpfental und Roter Wasen vorgesehen.
Laut Angaben des Unternehmers Martin Herrenknecht könnten mit einem Maschinenvortrieb gegenüber dem in der Ausschreibung zwingend vorgesehenen konventionellen Vortrieb etwa 70 bis 100 Millionen Euro eingespart werden. Auf eigene Kosten habe das Unternehmen ein Gegengutachten erstellen lassen und damit die Zulassung des Maschinenvortriebs erreicht. Zusammen mit dem Fildertunnel seien damit 80 bis 100 Millionen Euro eingespart worden.
In den Ausschreibungsunterlagen war schließlich laut Angaben der Deutschen Bahn ein konventioneller Spritzbetonvortrieb vorgesehen gewesen, jedoch waren Sondervorschläge für den bereichsweisen TVM-Vortrieb erwünscht gewesen. Der TVM-Vortrieb habe sich als wirtschaftliche Lösung durchsetzen können.
Der 920 m lange Zwischenangriff Umpfental in Form eines Fensterstollens, der nach Abschluss des Tunnelvortriebs wieder verfüllt werden sollte, war für die Bauausführung verblieben. Der Zwischenangriff trifft 5230 m vom Westportal entfernt auf den Fahrtunnel. Von dort sollten 2830 m fallend und 3576 m steigend (bis zum Ostportal) aufgefahren werden. Vom Westportal war ein Maschinenvortrieb auf einer Länge von 2830 m Richtung Ostportal geplant.
Der Maschinenvortrieb sollte, nach dem Planungsstand von Ende 2013, spätestens am 21. September 2014 beginnen. Die Rohbau-Fertigstellung war Mitte 2013 für 2018 vorgesehen.

## Bauausführung
Anfang Dezember 2012 begannen Rodungsarbeiten zur Baufeldfreimachung am Portal Aichelberg, in der Folge wurde ein Damm zwischen der bereits fertiggestellten Brücke über die Landesstraße 1214 und dem zukünftigen Tunnelportal gebaut. Die Brücke war als erstes Bauwerk der Neubaustrecke 2011 fertiggestellt worden.
Von der 8.772 m langen Weströhre sollten 8.745 m in bergmännischer Bauweise entstehen, die übrigen 27 m waren für Portalbauwerke vorgesehen. Von der 8.788 m langen Oströhre waren 8.761 m in bergmännischer Bauweise und ebenfalls 27 m an den Portalen in offener Bauweise vorgesehen. Zusammen mit dem Steinbühltunnel sollten insgesamt 4,3 Millionen Kubikmeter Material ausgehoben werden.
Für den Rohbau waren 66 Monate vorgesehen. Die beiden Tunnelröhren wurden mit einer Tunnelbohrmaschine vom Westportal aus aufgefahren, auf einen Vortrieb vom Portal Aichelberg wurde aufgrund der sehr steilen Talflanken und ökologischer Erwägungen verzichtet.
Der Vortrieb des 920 m langen Fensterstollens am Zwischenangriff Umpfental erfolgte in Spritzbetonbauweise. Er begann im Juli 2013. Der Stollen band in einem Kreuzungsbauwerk in den Tunnel ein. Ausgehend vom Kreuzungsbauwerk wurden für den östlichen Streckentunnel zunächst 47 m des Südvortriebs (in Richtung Ulm) und 731 m des Nordvortriebs (in Richtung Stuttgart) in Spritzbetonbauweise aufgefahren. Spätestens am 8. Dezember 2014 wurde der konventionelle Vortrieb am Zwischenangriff ohne Angabe von Gründen gestoppt.
In diesem Bereich wurde zusätzlich ein umfangreiches, projektbegleitendes Erkundungsprogramm mit Erkundungsschacht und Erkundungsstollen durchgeführt, um das zu erwartende Gebirgsverhalten besser vorhersagen zu können. Die Untersuchungen waren die Grundlage eines Optimierungsangebotes für die Herstellung der beiden Tunnelröhren auf ihrer gesamten Länge mit einer Tunnelbohrmaschine.
Etwa 8000 Menschen besuchten am 8. November 2014 einen Tag der offenen Baustelle, in dessen Rahmen der Maschinenvortrieb symbolisch begonnen wurde. Der eigentliche Vortriebsbeginn sollte im Januar 2015 erfolgen.
Ende Februar 2015 kündigte die Deutsche Bahn an, den Maschinenvortrieb verlängern zu wollen. Anfang März 2015 liefen Gespräche zwischen Deutscher Bahn und Auftragnehmer über die Verlängerung des Maschinenvortriebs. Unter anderem aufgrund fehlender Genehmigungen verzögerte sich der Vortriebsbeginn um letztlich vier Monate. Die Transporte der Ausbruchmassen erfolgten infolge der Änderung des Vortriebs abweichend von der Planung praktisch komplett über das Portal Aichelberg und nicht mehr teilweise über den Zwischenangriff Umpfental. Die Fertigstellung des Tunnels war Mitte 2015 für November 2019 geplant.
Der Maschinenvortrieb begann schließlich am 14. April 2015.
Nach einem Kilometer Maschinenvortrieb führte unerwartetes, sehr trockenes Gestein zu Staubbelastungen. Der Maschinenvortrieb erreichte anstatt der geplanten 20 Meter pro Tag teilweise mehr als 30 Meter. Im Juli/August 2015 ruhte der Vortrieb für fünf Wochen, um die Logistik für ein höheres Vortriebstempo umzurüsten. Am 5. August 2015 wurde der Vortrieb wieder aufgenommen. Anfang September 2015 waren mit der Maschine 1,6 km vorgetrieben. Die Durchfahrt der TVM durch den mit Spritzbetonbauweise vorweg hergestellten 780 m langen Abschnitt der Oströhre erfolgte in einer Auffüllung als Ersatzboden und mit einer nachfolgenden Tübbingauskleidung. Das Kreuzungsbauwerk wurde zugeschüttet.
Der Durchschlag ins Filstal folgte am 6. November 2016. Nach dem Abbau des Schildes in einer 25 m langen Demontagekaverne und dem Zurückziehen der TBM folgte am Nordportal der Neuaufbau für die Weströhre. Die Schildfahrt begann am 18. April 2017. Der zweite Durchschlag im Filstal wurde am 8. Juni 2018 gefeiert.
Aufgrund eines unerwartet hohen Pyrit-Anteils beim Vortrieb des Albvorland- und des Boßlertunnels sah die Deutsche Bahn Kostenrisiken in Höhe von 140 Millionen Euro. Beim Boßlertunnel wurde mit 2,5 Millionen Tonnen pyrithaltigen Aushubmaterials gerechnet.
Das Baulager am Zwischenangriff Umpfental wurde zurückgebaut, an die Bauarbeiten erinnert ein Felsblock.
Zwei Tage der offenen Baustelle am Ostportal des Boßlertunnels und der Filstalbrücke, am 16./17. Juni 2018, besuchten 14.000 Menschen.
Nach dem Durchschlag der Weströhre begann im Herbst 2018 der Bau der 17 Verbindungsbauwerke zwischen den beiden Tunnelröhren, dieser erfolgte im Sprengvortrieb und dauerte rund ein Jahr.

### Bautechnik
Die 120 Meter lange, 11,38 m hohe und etwa 29 Millionen Euro teure Tunnelbohrmaschine trug die Bezeichnung S 833 und wurde auf den Namen Käthchen getauft.
Die Tübbinge wurden in einem Tübbingwerk in Weilheim täglich von jeweils 100 Arbeitern in zwei Schichten gefertigt. Der Transport erfolgte mit einer Feldbahn. Insgesamt wurden 8750 Tübbingringe mit 10,94 m Außendurchmesser, im Regelfall 2 m breit, mit jeweils 7 Tübbingen hergestellt. Die Tübbinge waren 45 bzw. 65 cm dick. Um im Brandfall Betonabplatzungen zu vermindern wurden dem Frischbeton Polypropylenfasern zuzugeben.

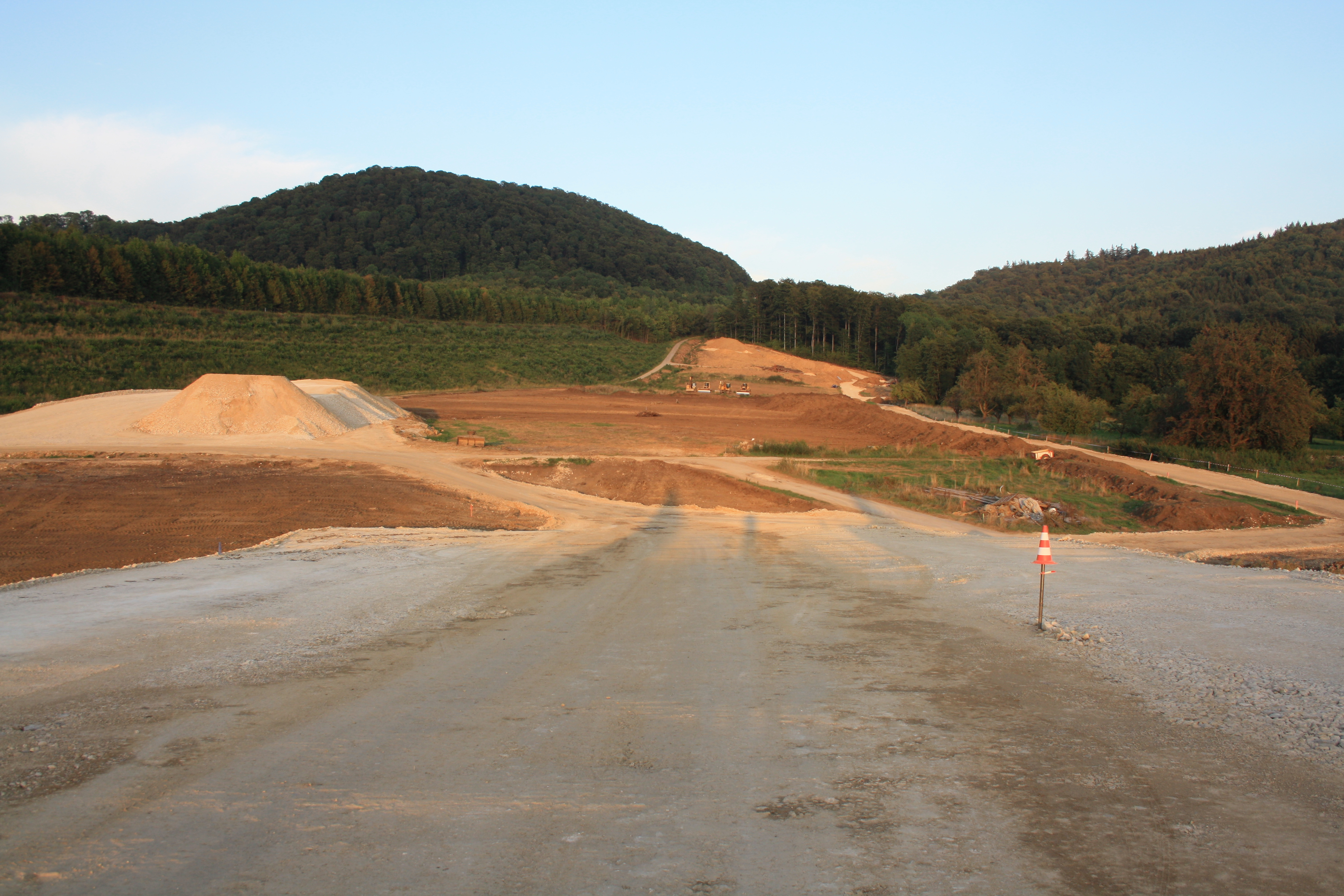
Blick von der Eisenbahnüberführung in Richtung Portal Aichelberg (August 2013)
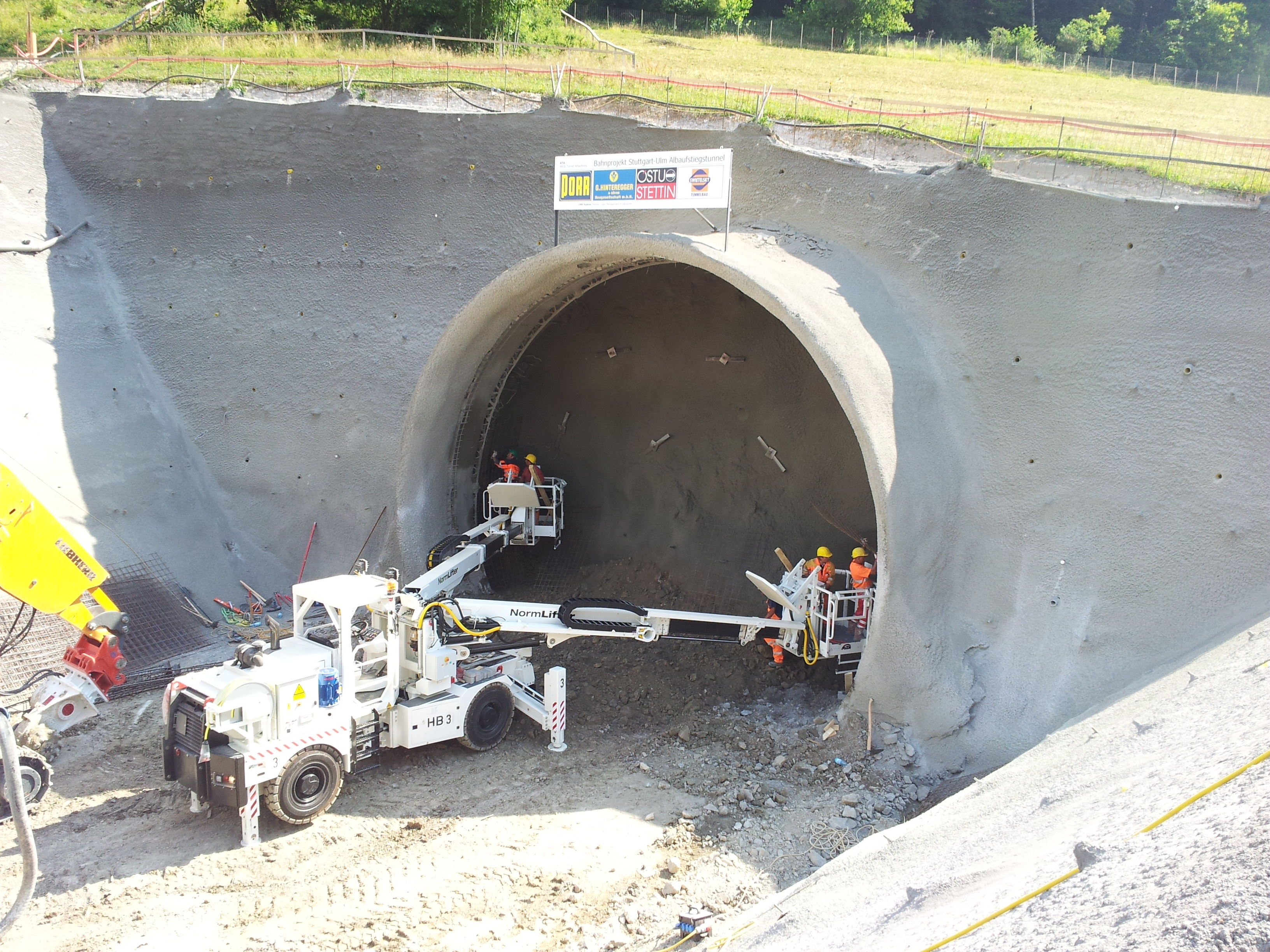
Vortriebsarbeiten am Zwischenangriff Umpfental (Juli 2013)
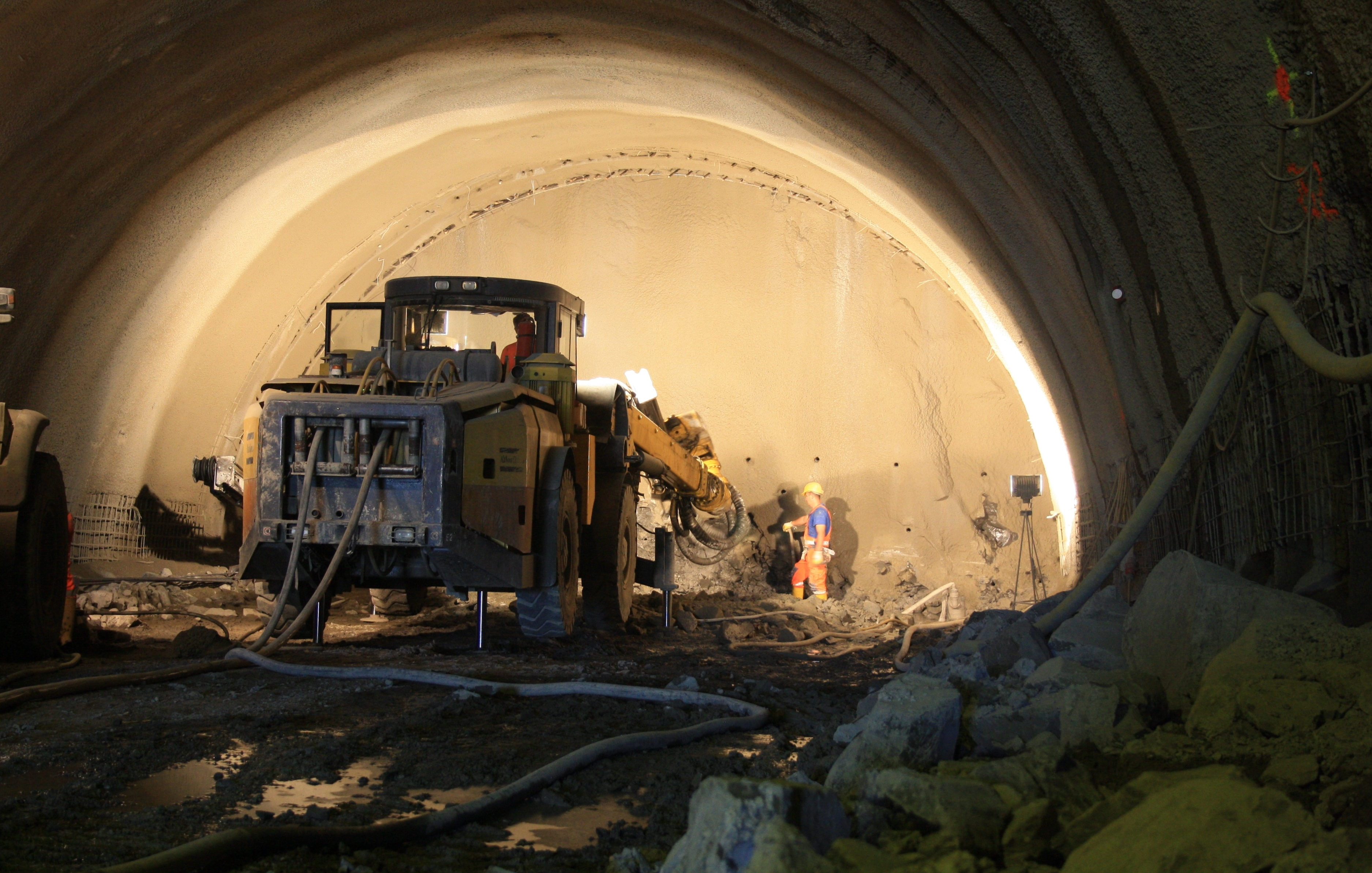
Vorbereiten einer Sprengung im ZA Umpfental (August 2013)
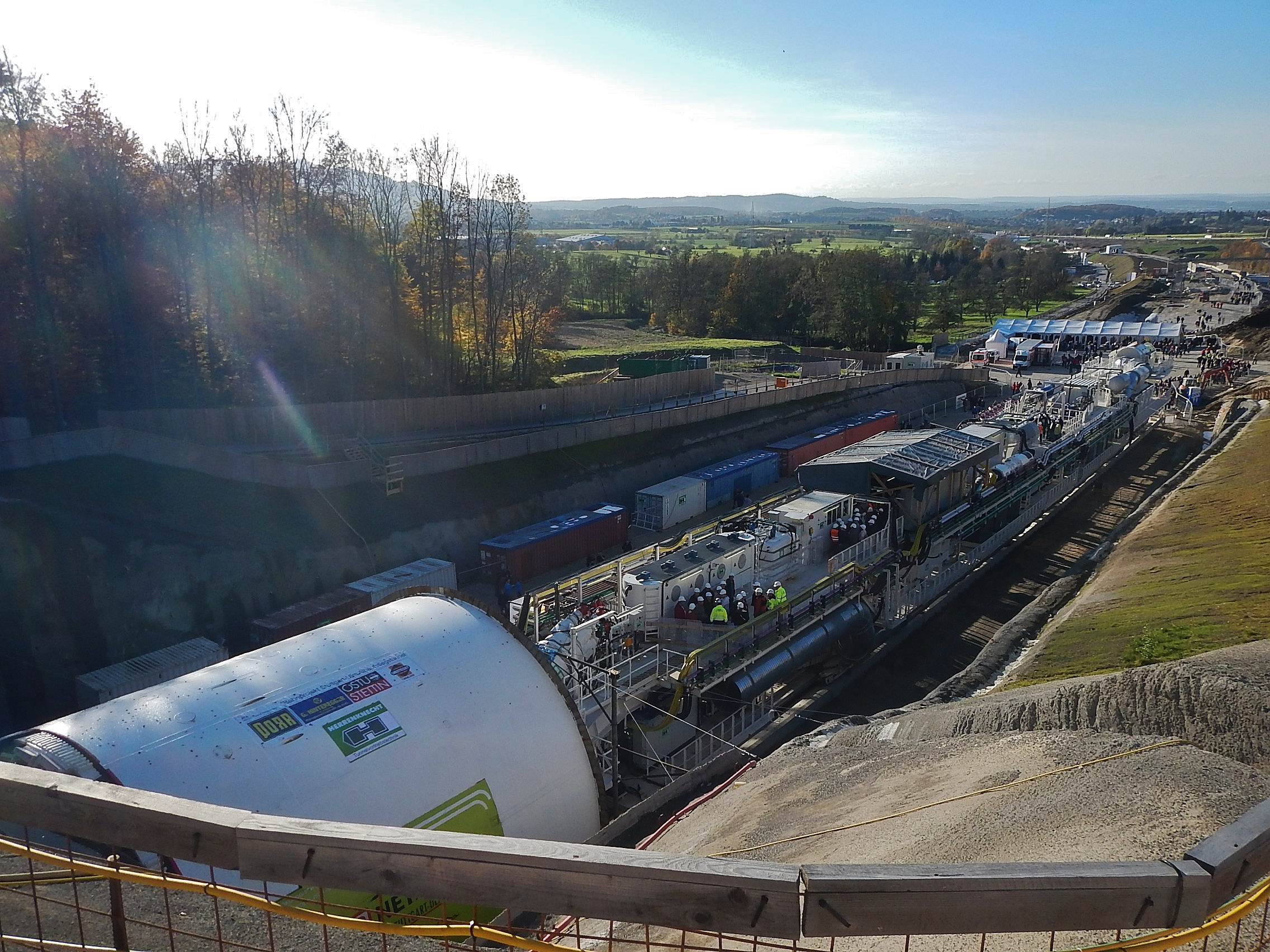
Tunnelbohrmaschine am Westportal bei Weilheim (November 2014)
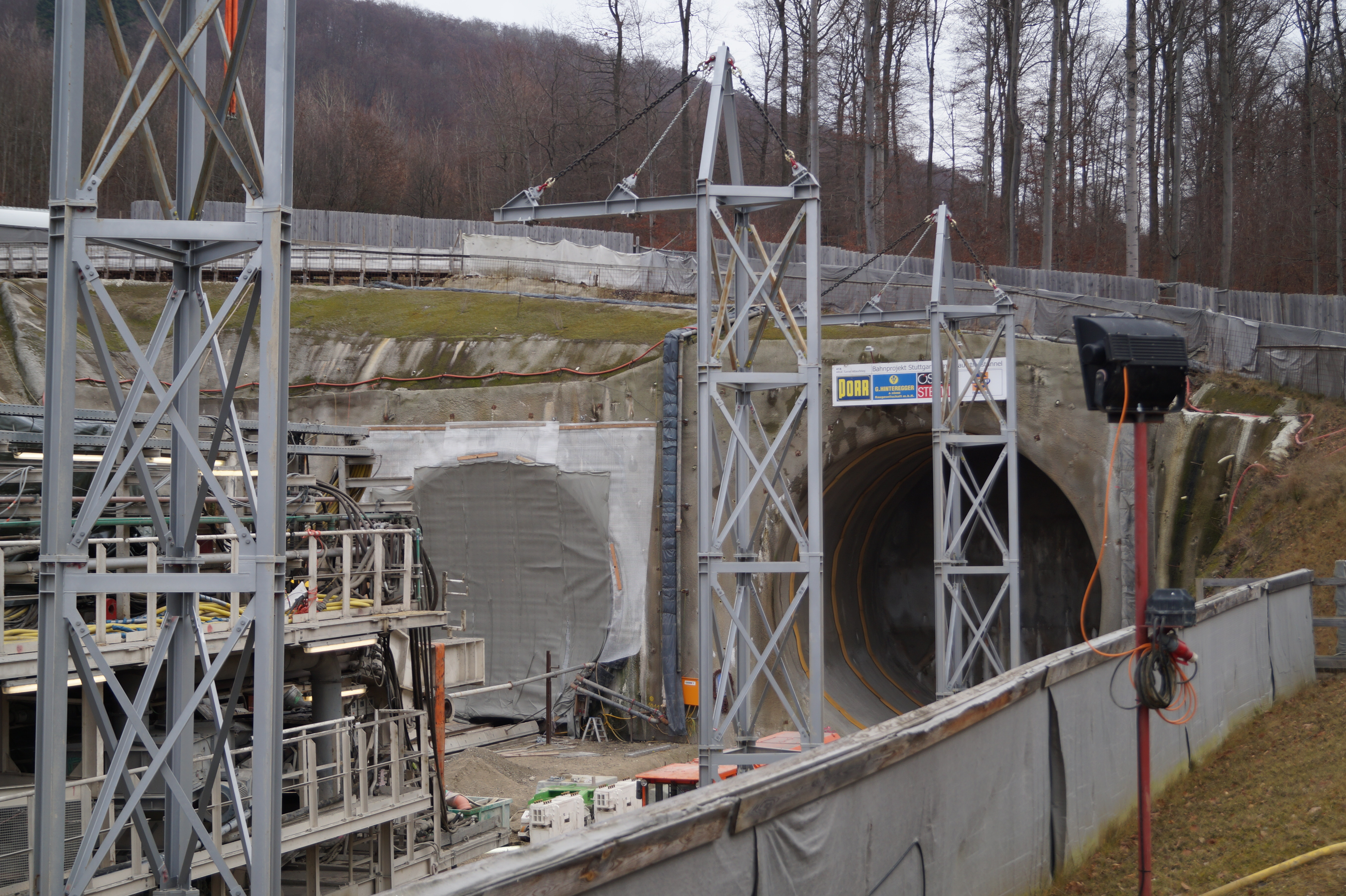
Baustelle am Westportal bei Weilheim (Dezember 2016)
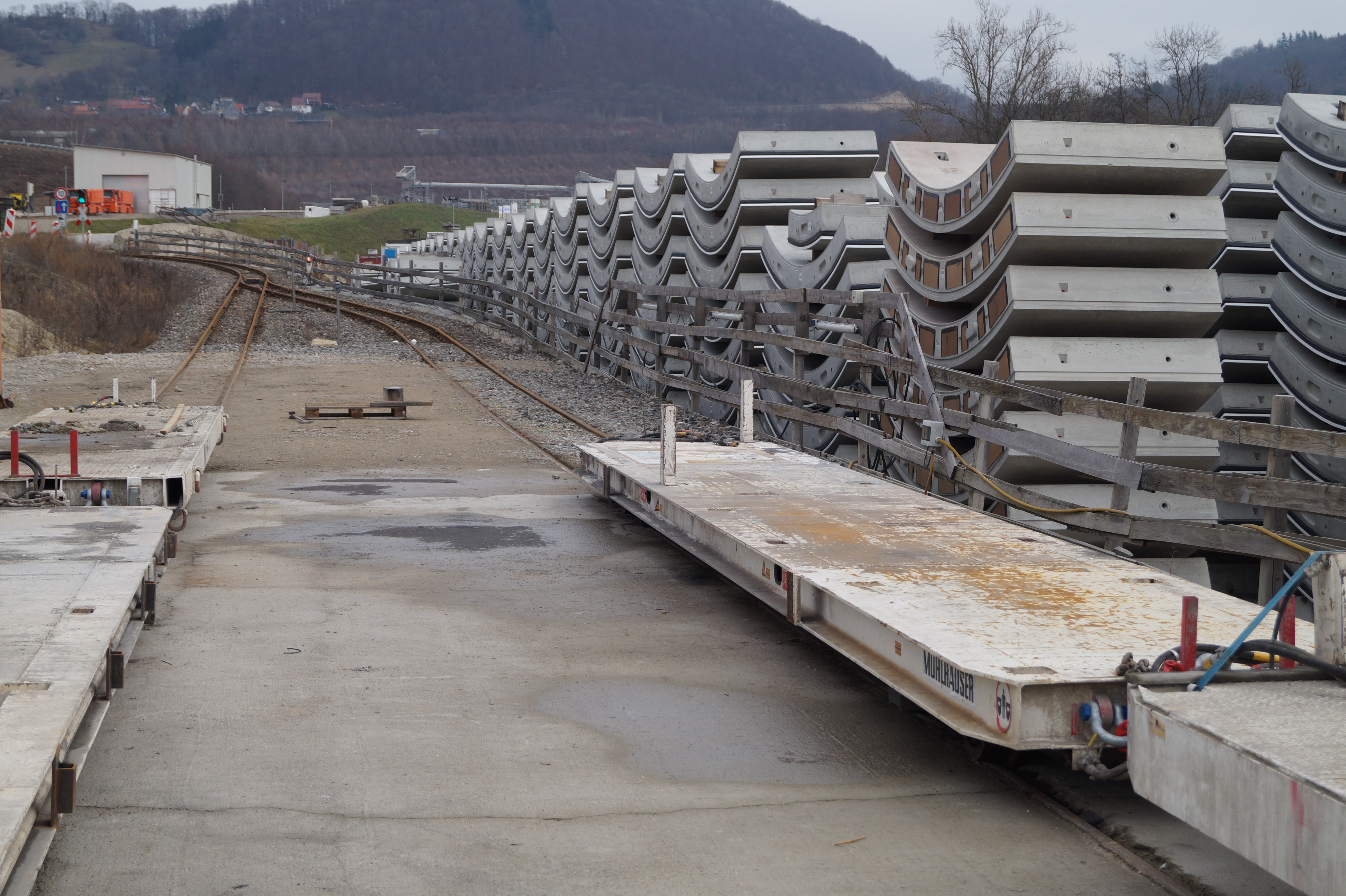
Tübbinge am Westportal bei Weilheim (Dezember 2016)
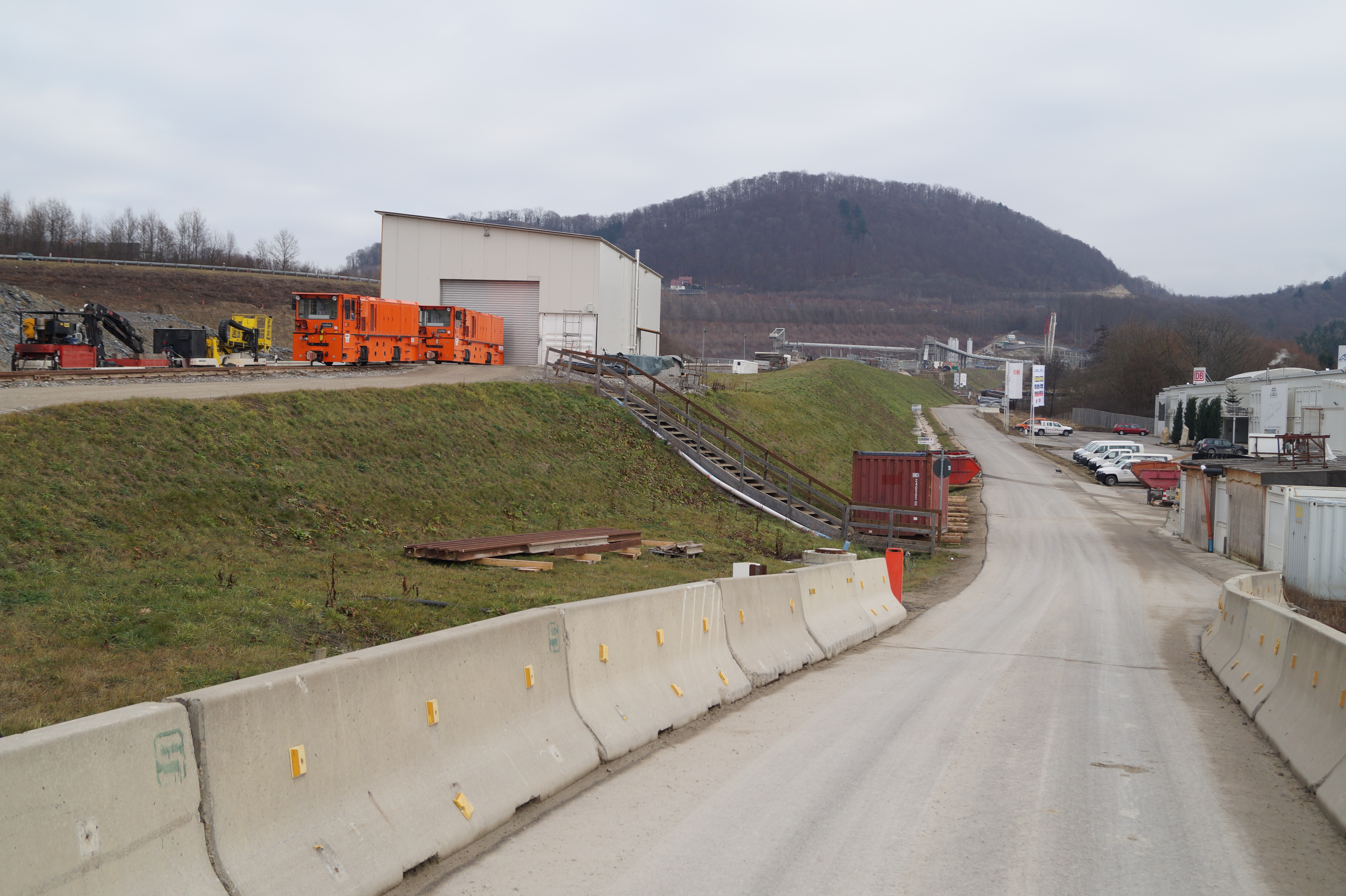
Baustelle mit Schmalspurbahn am Westportal bei Weilheim (Dezember 2016)
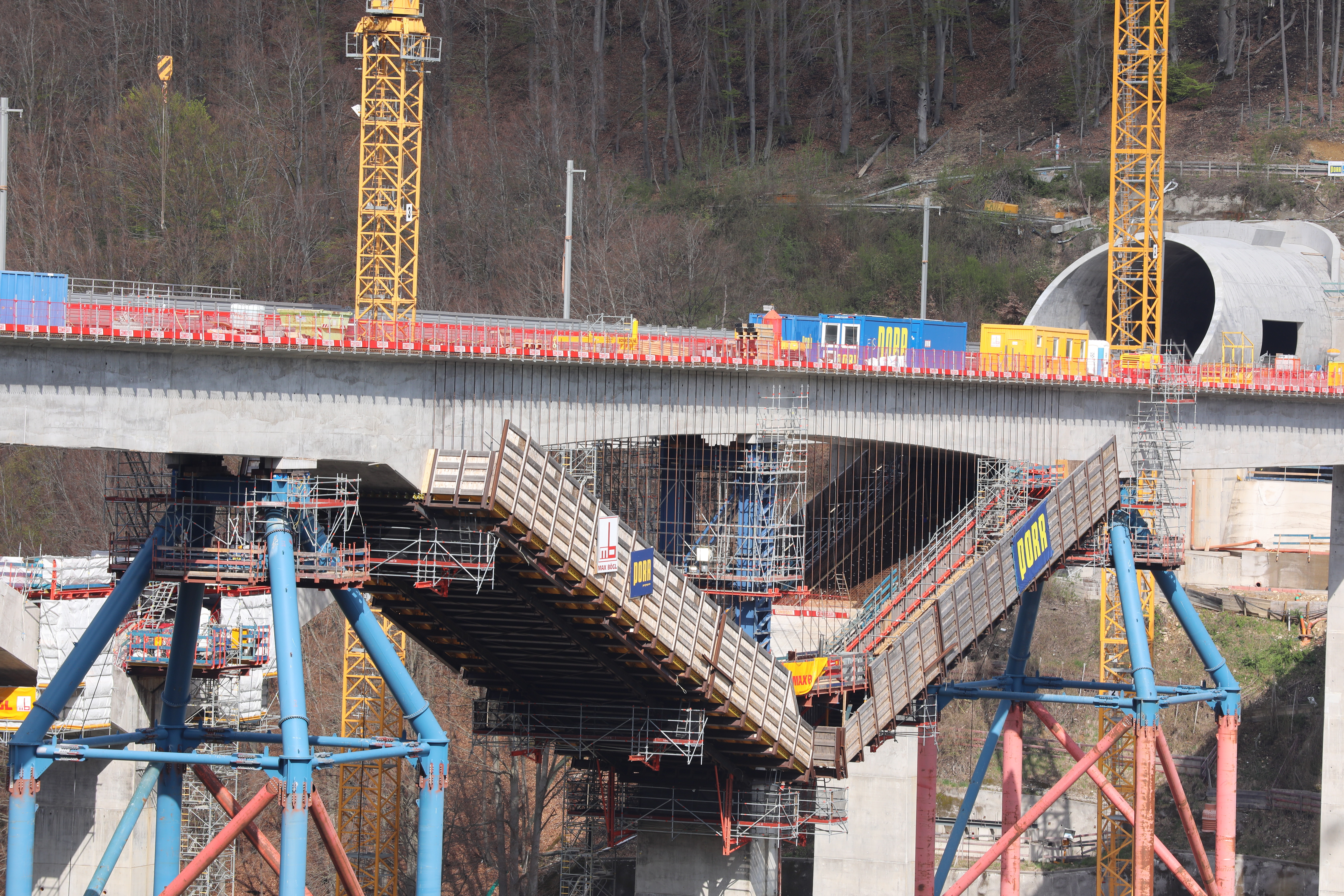
Portalhaube am östlichen Tunnelportal (Mai 2021)

## Technik

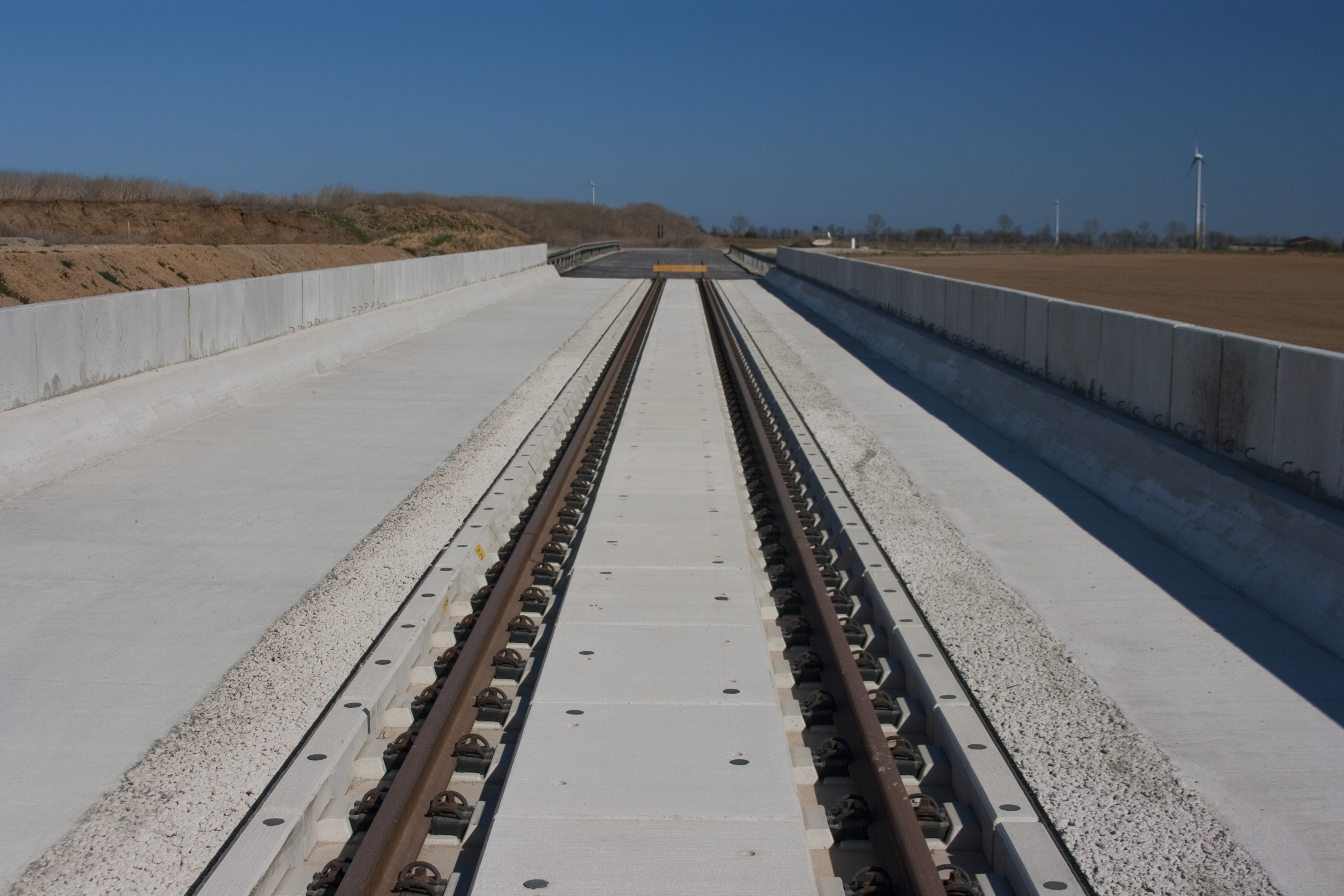
Versuchsstrecke für eine mit Straßenfahrzeugen befahrbare Feste Fahrbahn (Osterbergtunnel, 2012)

Der Tunnel erhielt eine auch von Straßenfahrzeugen befahrbare feste Fahrbahn. Eine befahrbare Mindestbreite von 6,99 m soll dabei auch Begegnungsverkehr ermöglichen. Beide Röhren sind mit einer Tunnelsicherheitsbeleuchtung ausgerüstet, die in Handläufe integriert ist und bei Bedarf auch von Triebfahrzeugführern eingeschaltet werden kann. Rettungszeichen und Richtungspfeile zeigen den kürzesten Fluchtweg zu einem sicheren Bereich.
Am Portal Aichelberg sollte ein GSM-R-Funkmast entstehen.